# Rafael Cavanillas y Malo
Rafael Cabanillas y López Malo (Almadén, 1778-Madrid, 1853) fue un político e ingeniero de minas español, diputado y senador durante el reinado de Isabel II.

## Biografía
Nació en Almadén el 25 de octubre de 1778. Hijo de Juan Antonio Cabanillas, maestro mayor de las minas de Almadén, y de Josefa López Malo. Hizo sus estudios en Madrid junto al sacerdote del Campo de Criptana Manuel López Malo, tío suyo. Fue uno de los primeros ingenieros que ingresaron en el Cuerpo de Minas, llegando a ser director general y jefe de las de Almadén. Diputado a Cortes y senador del reino en varias legislaturas por el distrito de Almadén y provincia de Ciudad Real, fue condecorado con las cruces de Carlos III e Isabel la Católica. Falleció en 1853, el día 5 de diciembre, y fue enterrado en el cementerio de San Nicolás. Fue autor de publicaciones como Memoria sobre las Minas de Almadén,, Sobre la reforma de la ley de Minas de 1825, Informe sobre el estado de las minas del reino en fin del año 1845, presentado al Gobierno de S. M. y Sobre las minas de cobalto del valle de Gistaín en el Pirineo de Aragón.